# كليفتون كلاجت
كليفتون كلاجت هو محامي وقاضي وسياسي أمريكي، ولد في 3 ديسمبر 1762 في بورتسموث في الولايات المتحدة، وتوفي في 25 يناير 1829. نشط حزبياً في الحزب الفيدرالي الأمريكي. وقد انتخب عضو مجلس النواب الأمريكي ‏.